# Charlene Soraia
Charlene Soraia Santaniello Jones (Lewisham, 19 luglio 1988) è una cantautrice britannica.

## Biografia
Charlene Soraia è salita alla ribalta nel 2011, anno di pubblicazione della sua cover di Wherever You Will Go, che ha raggiunto la 3ª posizione nel Regno Unito e la 20ª in Irlanda. È stata certificata disco di platino in madrepatria, dove è risultato il 51° brano più venduto dell'anno. Il singolo ha anticipato il suo album di debutto Moonchild, arrivato alla numero 83 della Official Albums Chart.

## Discografia

### Album in studio
- 2011 – Moonchild
- 2015 – Love Is the Law
- 2019 – Where's My Tribe

### Singoli
- 2011 – Wherever You Will Go
- 2011 – Bipolar
- 2013 – Ghosts
- 2013 – Broken
- 2014 – Caged
- 2015 – I'll Be There
- 2018 – Where's My Tribe
- 2019 – Tragic Youth
- 2019 – Now You Are with Her
- 2019 – Temptation